# 再会 (松尾和子の曲)
「再会（さいかい）」は松尾和子が1960年8月に発表した楽曲。

## 解説
ムード歌謡に分類される楽曲で、シングル盤は1960年8月にリリースされた。
吉田は本曲を「自身の最高傑作」と自認している。吉田は自身の作曲スタイルを「聴く人にいかにわかりやすく書く」ことを基本にしていると述べるが、本曲の歌詞については「すばらしかった」と評すると共に「これ以上の曲は、もう書けないだろう」と述べている。
愛する男性が監獄へ収監されたことで逢えなくなった女性が、男性に寄せる心情を綴った歌詞である。吉田の曲は、女性の心情を絞り出すかのように半音階を多用したスローバラードとなった。松尾はこの半音階を微妙に崩して歌唱したことで、ムードをよりいっそう高めることになった。

## 収録曲
A面
- 再会
  - 作詞:佐伯孝夫、作曲:吉田正[1]、編曲：小沢直与志

B面
- 恋
  - 作詞:佐伯孝夫、作曲・編曲:吉田正。

## カバー
- 岩崎宏美　アルバム「恋人たち」（1979年）
- 山崎ハコ　アルバム「十八番」（1994年）